# Carallia papuana
Carallia papuana är en tvåhjärtbladig växtart som beskrevs av Ding Hou. Carallia papuana ingår i släktet Carallia, och familjen Rhizophoraceae. Inga underarter finns listade i Catalogue of Life.